# Емил Караниколов
Емил Любенов Караниколов е български юрист, роден през 1980 г. в София. Той е министър на икономиката в третото правителството на Бойко Борисов от 2017 г. до 2020 година.

## Биография
Емил Караниколов е роден в София, завършил е 119-о СOУ „Михаил Арнаудов“. В представената официална биография пред обществеността и медиите – по време на неговото номиниране за министър на икономиката се твърди, че е завършил право при УНСС през 2001. Юристи оспорват дипломата и възможността на 21 г. да се завърши 6-годишно обучение по право, което поставя под съмнение юридическото му образование. В качената след това биография на уеб страницата на Министерството на икономиката липсва информация за година на завършване, като е добавена информация, че по-късно се е сдобил с допълнителна следдипломна квалификация по финансов мениджмънт в същия университет. Започва кариерата си в Столична община, като в началото на 2010 г. става директор на специализираната администрация в Областна управа – София. От май 2011 година е изпълнителен директор на Агенцията за приватизация и следприватизационен контрол , като преди да стане министър на икономиката, никога не е бил част от частния сектор.
В Третото правителство на Бойко Борисов влиза от квотата на „Обединени патриоти“, предложен е от партия „Атака“.

## Предполагаеми връзки с Делян Пеевски
Името на Емил Караниколов се свързва с депутата и бизнесмен – Делян Пеевски още от номинирането му за министър. Причините са, че именно Емил Караниколов извършва сделките по продажбата на Булгартабак и Дипломатическия клуб в ролята си на шеф на Агенцията за приватизация и следприватизационен контрол. След назначаването му за министър на икономиката, името на Караниколов се свързва с Делян Пеевски, покрай внасянето на поправките в Закона за държавната собственост (ЗДС) от ведомството на Емил Караниколов през депутат, без знанието на правителството. Сериозна причина за предполагане на близки връзки между Емил Караниколов и Делян Пеевски е и отнемането на лиценза на оръжейната компания „Емко“, която по това време се опитва да придобие завода за боеприпаси „Дунарит“ в конфликт с Пеевски. Делян Пеевски и Емил Караниколов са съученици от 119 СОУ и са родени в една и съща година. Емил Караниколов признава, че са учили заедно, но отрича да познава Делян Пеевски лично.

## Семейство
Емил Караниколов е син на професор Любен Караниколов. Женен е за Мария Караниколова, двамата имат две дъщери – Андреа и Ема.